# Ordini non nazionali
L'istituto giuridico degli Ordini non nazionali è previsto, nella Repubblica Italiana, dall'articolo 7 della legge 3 marzo 1951, n. 178 "Istituzione dell'Ordine al merito della Repubblica italiana e disciplina del conferimento e dell'uso delle onorificenze" che recita:

## L'ordinamento giuridico italiano
L'espressione "ordine non nazionale" stricto sensu dà immediatamente l'idea di un ordine cavalleresco (o di merito) conferito da uno stato estero. Ma la lettura dell'art. 7 della legge 178/1951 parla di onorificenze o distinzioni cavalleresche [...] conferite da Ordini non nazionali o da Stati esteri. Quindi gli Ordini non nazionali sono una cosa diversa dagli ordini degli Stati esteri e questo pensiero del legislatore del 1951, atto a disciplinare un campo della vita nazionale della neonata Repubblica, suscitò non poche perplessità.
Infatti, scomparsa la monarchia e travolta la fons honorum di Casa Savoia (dalla XIII disposizione transitoria e finale della Costituzione) si venne a creare un vuoto legislativo - ma anche una sostanziale indifferenza del nuovo Stato - nel campo degli onori e dei titoli cavallereschi e nobiliari.
Tale indifferenza non era tuttavia condivisa da molti cittadini che invece, nel fervore del dopoguerra, pur nella prevalente scarsa conoscenza dei relativi precetti costituzionali, mostrarono un incredibile interesse per i titoli onorifici talché, trovandosi in uno Stato privo di strumenti per conferirli, andarono spesso a ricercarli ovunque venissero offerti, talora acquistandoli a prezzi esorbitanti. Nei primi anni cinquanta l'Italia brulicava di un enorme numero di principi e sovrani spodestati o pretendenti a troni esistenti mille anni prima o, più spesso, mai esistiti e denominati nei modi più fantasiosi. Ebbene questi personaggi, molti dei quali erano solo millantatori e non di rado truffatori, lucrarono riccamente finché tale malcostume, divenuto di dominio pubblico, non convinse il governo a muoversi in direzione di quella che fu la severissima legge 178/1951.
Nel contesto di tale legge, veniva infatti sancito che:
- Articolo 7: I cittadini italiani non possono usare nel territorio della Repubblica onorificenze o distinzioni cavalleresche loro conferite in Ordini non nazionali o da Stati esteri, se non sono autorizzati con decreto del Presidente della Repubblica, su proposta del Ministro per gli Affari Esteri ...
- Articolo 8: ... Salvo quanto è disposto dall'art. 7, è vietato il conferimento di onorificenze, decorazioni e distinzioni cavalleresche, con qualsiasi forma e denominazione, da parte di enti, associazioni o privati ... Chiunque fa uso, in qualsiasi forma e modalità, di onorificenze, decorazioni o distinzioni di cui al precedente comma, anche se conferite prima dell'entrata in vigore della presente legge, è punito con la sanzione amministrativa ... Le disposizioni ... si applicano anche quando il conferimento delle onorificenze, decorazioni o distinzioni sia avvenuto all'estero.

Questo, e successive integrazioni, ha ristretto l'ambito delle Onorificenze Cavalleresche autorizzate ed autorizzabili in Italia da cittadini italiani alle seguenti tipologie:
- Sempre Autorizzati :
  - Tutti gli ordini nazionali italiani
  - Tutti gli ordini della Santa Sede
  - L'Ordine equestre del Santo Sepolcro di Gerusalemme
  - Il Sovrano militare ordine di Malta

- Autorizzabili (su domanda al Ministro degli Affati Esteri) :
  - Tutti gli ordini di nazioni straniere riconosciute dal governo italiano
  - I seguenti ordini dinastici non nazionali :
    - L'Ordine costantiniano di San Giorgio in tutte e tre le sue declinazioni (Borbone-Parma, Borbone-Due Sicilie e Borbone-Spagna)
    - L'Ordine di Santo Stefano Papa e Martire e l'Ordine di San Giuseppe, entrambi della dinastia Asburgo-Lorena di Toscana
    - L'Ordine dell'Aquila Estense della dinastia Asburgo-Este
    - L'Ordine del merito sotto il titolo di San Lodovico e l'Ordine di San Giorgio al Merito Militare, entrambi della dinastia Borbone-Parma

Tutto il resto non è riconosciuto ed è quindi illegale e sanzionabile penalmente ed amministrativamente ai sensi della legge n. 178 del 3 marzo 1951.
Per altro i legislatori dovettero convenire che anche il nuovo Stato italiano aveva la necessità di conferire riconoscimenti onorifici a coloro che meritavano.
Infatti recita l'art. 1 del D.P.R. 31 ottobre 1952 di "Approvazione dello Statuto dell'Ordine Al Merito della Repubblica Italiana":

## Dottrina e giurisprudenza
Sia nella relazione al Parlamento, per la presentazione del progetto della legge 178/1951, sia nella dottrina - elaborata in conseguenza della entrata in vigore e della problematica applicazione della XIV disposizione transitoria della Costituzione nonché per le numerose sentenze (con complicatissime procedere di accertamento, quasi mai esperite in periodo regio) che dovettero essere pronunciate da preture, tribunali, corti diaAppello e finanche dalla Corte di cassazione- fu chiarito che "l'Ordine non nazionale è quello appartenente al patrimonio araldico e familiare delle dinastie ex-regnanti, eccettuate quelle debellate".
Molte furono anche le disquisizioni su chi dovesse essere il titolare legittimo delle rispettive fons honorum e sulle procedure per individuarlo quando la titolarità fosse oggetto di disputa o di controversia. Al riguardo, tenuto presente il prevalente pensiero dei più autorevoli esperti della materia e di alcune pronunce giudiziarie  venne a più riprese affermato che titolare della fons honorum - ovvero della potestà di conferire titoli nobiliari e cavallereschi - doveva essere colui che legittimamente era posto a capo della casa dinastica ex-regnante, quale discendente immediato e diretto del sovrano spodestato (il cosiddetto principe ereditario), secondo le leggi che regolavano la successione dinastica al momento in cui il sovrano spodestato era in carica. E lo stesso principio dovrebbe valere per i discendenti a venire.
Del tutto irrilevanti, per il diritto pubblico, sono le eventuali modifiche che i discendenti del sovrano spodestato dovessero apportare nel tempo alle norme sulla successione od agli statuti nobiliari o degli ordini cavallereschi, i cui titoli hanno contenuti meramente onorifici e di diritto privato, ove previsto dagli ordinamenti dei vari stati.
Il Ministero della difesa nel 2009 ha emanato una circolare ad ampia diffusione che affronta il problema delle richieste di autorizzazioni che giungono dai cittadini italiani nel loro diritto a fregiarsi di onorificenze conferite da ordini cavallereschi "non nazionali". In particolare elenca sia gli ordini cavallereschi "non nazionali" autorizzabili sia gli ordini "non nazionali" non autorizzabili, per i quali le richieste "non saranno prese in considerazione".

## La titolarità della Fons honorum nelle dinastie ex-regnanti
Ogni volta che sia necessario qualificare come Ordine non nazionale un ordine cavalleresco, occorre poter dimostrare l'esistenza storica dello stesso, verificare la sua continuità storica sino ai nostri tempi ed accertare la legittimità della persona che rivendica in sé lo jus honorum.
I capisaldi dell'ordinamento italiano, stravolto quello del Regno d'Italia con il passaggio alla Repubblica, appuntano la loro attenzione sul piano del diritto internazionale, dove è possibile qualificare quantomeno la titolarità delle prerogative sovrane e del patrimonio araldico della famiglia ex-regnante spettanti, jure sanguinis, al re spodestato cui fare riferimento.
Lo Stato nell'ambito del suo territorio può vietare al sovrano spodestato l'esercizio di quel suo diritto, come è avvenuto per l'Ordine supremo della Santissima Annunziata, ma non potrà sopprimere un diritto cui non ha dato vita, limitandosi a vietarne l'ingresso nella sua sfera giuridica.
In genere, poi, al fine di annientarne concretamente ed internazionalmente il diritto, lo Stato subentrato subordina la revoca dell'atto di allontanamento dal territorio dello Stato stesso alla rinuncia alla pretenzione da parte del sovrano spodestato o del discendente subentratogli quale capo della dinastia: si tratta di perfezionamento della debellatio. Inutile dire che la rinuncia alla pretenzione proietterà i suoi effetti anche sulla discendenza: una volta spento il diritto diviene impossibile riaccenderlo.
In dottrina, si disquisisce sulle implicanze del caso di rinuncia del principe ereditario che può presentare ipotesi di estensibilità della perdita alla pretensione degli altri rami successibili. Se si potesse applicare il diritto dinastico il problema non sussisterebbe perché il principe ereditario può rinunciare al proprio diritto ma non può disporre del diritto di cui altri sono depositari. Da ciò discenderebbe il principio che per l'annientamento completo del diritto di pretensione occorrerebbe ottenere da parte dello Stato subentrato separata rinuncia da parte di ogni successibile.
Sia il Conte di Parigi sia Otto d'Asburgo-Lorena, a suo tempo, hanno rinunciato ai loro diritti di pretensione per tornare rispettivamente in Francia ed in Austria e così hanno dovuto fare anche Vittorio Emanuele di Savoia, figlio di Umberto II, ed il principe Emanuele Filiberto di Savoia. Quest'ultimo evento farebbe propendere poi per una rinuncia esplicita, da parte di Vittorio Emanuele, alla titolarità della fons honorum da lui comunque esercitata, nonostante qualcuno lo considerasse già decaduto dalla sua qualità di pretendente al trono in forza del denegato assenso al matrimonio.
Interventi giurisprudenziali molto importanti in tema di Ordini non nazionali sono rappresentati da due pronunce della 1ª Sezione del Consiglio di Stato, rispettivamente il "Parere n. 1869/1981 avente per oggetto il riconoscimento di istituzione cavalleresca "non nazionale" dell'Ordine Costantiniano di San Giorgio"  (all'epoca conferito da Ferdinando Maria di Borbone-Due Sicilie, duca di Castro), nonché il "Parere n. 813/2001 avente per oggetto la possibilità di autorizzare l'uso in Italia delle distinzioni cavalleresche dell'Ordine della Corona Ferrea.

### Il caso dell'Ordine Costantiniano
Il "Parere n. 1869/1981 - avente appunto per oggetto il riconoscimento dell'Ordine Costantiniano di San Giorgio" conferito dal principe Ferdinando Maria di Borbone-Due Sicilie, duca di Castro cittadino francese - delinea il contenuto dell'istituto "Ordini non nazionali" che vengono identificati in:
E sulla stregua di questa enunciazione, il parere continua chiarendo che:
Da ciò deriva:
L'applicazione dei principii enunciati nel parere 1689/1981 creò però numerose recriminazioni del ramo spagnolo dei Borboni (cosiddetto ispano-napoletano) che pure svolgeva contemporaneamente un'attività di conferimento delle onorificenze del medesimo ordine in favore di cittadini italiani e di ecclesiastici anche di altissimo rango, rivendicando la titolarità esclusiva della relativa fons honorum, adducendo a sostegno complesse argomentazioni di carattere dinastico cui venivano opposte altre, non meno complesse ed articolate, dal ramo francese (cosiddetto franco-napoletano).
Ci si venne a trovare, insomma, di fronte ad un caso di duplice conferimento della medesima onorificenza, grosso modo come avviene per l'Ordine del Toson d'oro. Oggi il Ministero degli Esteri italiano concede autorizzazioni per le onorificenze costantiniane conferite da entrambi i rami. Nel 1994 lo stato spagnolo invece decretò come legittimo il ramo ispano-napoletano.

### Il caso dell'Ordine della Corona Ferrea
Con il parere 813/2001 la 1ª sezione del Consiglio di Stato dovette affrontare un problema più complesso perché non solo dovette esprimersi sulla configurabilità dell'Ordine della Corona Ferrea come "Ordine non nazionale" ma dovette anche accertare la legittimità del soggetto concedente e soprattutto la validità dell'ordine stesso.
Al parere del 1981 si affiancò un rapporto conclusivo datato 18 aprile 1996 redatto da un gruppo di studio, diretto dal professor Umberto Leanza, che chiariva come potessero essere considerati ordini non nazionali gli ordini cavallereschi "quasi ordini religiosi" e gli "ordini di collana", cioè creati da un sovrano non quale capo di stato, bensì quale capo della propria famiglia. Ma anche per questi istituti deve accertarsi la legittimità del soggetto concedente e la validità dell'ordine. È perciò indispensabile un riconoscimento che ne identifichi l'esistenza e ne attesti la dignità cavalleresca. Le prove di questi requisiti vanno ovviamente ricercate in altri ordinamenti stranieri: o in quello canonico od in quelli esteri.
In questa ottica il Consiglio di Stato argomenta che
proprio tale presupposto legittimante, con riferimento al potere di autorizzare l'uso delle distinzioni cavalleresche del "Sovrano Imperiale Ordine Militare della Corona di Ferro", sembrava essere posto in dubbio dalle informazioni pervenute al Cerimoniale Diplomatico, e dagli accertamenti dal medesimo svolti.
In questa prospettiva, apparve di grande rilievo la circostanza che in Francia sia stata recentemente riconosciuta "l'Associazione Storica della Corona di Ferro", con lo scopo di effettuare ricerche storiche sull’antico Ordine napoleonico della Corona di Ferro e sull'antico Regno d'Italia del 1805-1814. Il riconoscimento sembrava, appunto, riguardare un'associazione con finalità di ricerca storica, e non l'ordine cavalleresco in quanto tale.
Né ad una diversa soluzione sembrava potersi pervenire alla stregua della disposizione di cui all’art. 7 dello Statuto, la cui portata, peraltro, appariva essere limitata al riconoscimento della validità dei titoli nobiliari a suo tempo conferiti dal Grande Cancelliere dell’Ordine, dopo il trattato di Mantova del 13 aprile 1814, e non sembrava investire, invece, il riconoscimento giuridico del potere del Gran Cancelliere dell'Ordine di rilasciare oggi titoli nobiliari.»
Il conferimento di onorificenze e distinzioni cavalleresche, da parte dell'Associazione risultò pertanto - alla stregua della documentazione e degli elementi esaminati - incorrere nel divieto di cui all'art. 8 della legge n. 178. In conseguenza, apparve del tutto evidente l'assenza del presupposto per il legittimo esercizio del potere autorizzatorio da parte del Ministro degli Esteri, con la conseguente possibilità, per l'Amministrazione, di far uso del potere di annullamento in sede di autotutela delle autorizzazioni precedentemente ed erroneamente concesse.

## Altri ordini operanti in Italia ritenuti "non nazionali"

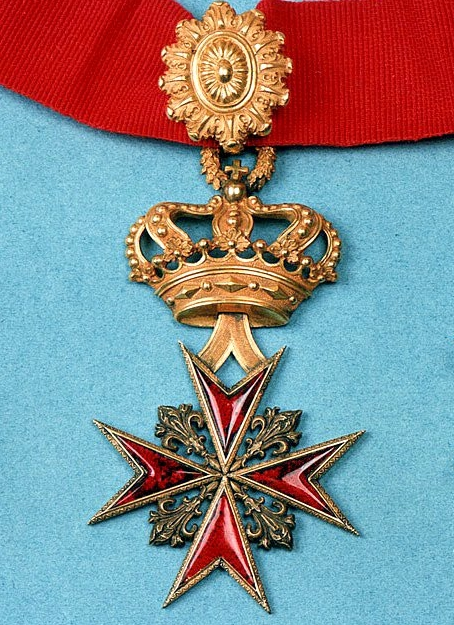
Croce dell'Ordine di Santo Stefano Papa e Martire

Gli "Ordini non nazionali" sono una realtà cavalleresca con soli contenuti onorifici che non giustificano l'esercizio di attività tipiche degli ordini cavallereschi veri e propri, quali il S.M.O.M. e l'Ordine del Santo Sepolcro. Non può non essere chiaro il concetto che l'autorizzazione ministeriale, a fregiarsi delle insegne e dei titoli conferiti in un ordine non nazionale, non estende la possibilità di operare in favore di pretese finalità cavalleresche perseguite dall'ordine stesso: tutto ciò che si fa in conseguenza dell'appartenenza "nominale" ad un ordine non nazionale è materia di diritto privato.
Così le offerte per opere benefiche o le quote sociali - di natura incompatibile con gli ordini cavallereschi e tipiche invece dei Rotary, dei Lions, dei Kiwanis, dei club privati, ecc. - elargite agli ordini non nazionali non potranno mai avere rilievo di attività previste e disciplinate dal diritto pubblico internazionale.
Come in altri Paesi, anche in Italia gli ordini dinastici delle famiglie ex-sovrane possono essere autorizzati solo se sono stati costituiti quando la famiglia era ancora regnante. Attualmente il Ministero degli Affari Esteri normalmente autorizza le onorificenze concesse negli ordini che seguono, ritenuti non nazionali ai sensi della legge 178 e dei pareri del Consiglio di Stato descritti.
Tra di loro si possono annoverare l'Ordine di Santo Stefano Papa e Martire e l'Ordine di San Giuseppe, entrambi della dinastia Asburgo-Lorena di Toscana; l'Ordine dell'Aquila Estense della dinastia Asburgo-Este; l'Ordine Costantiniano di San Giorgio dei Borbone di Parma; l'Ordine di San Ludovico di Parma e l'Ordine di San Giorgio al Merito Militare, entrambi della dinastia Borbone-Parma; l'Ordine Costantiniano di San Giorgio della dinastia Borbone-Due Sicilie e Borbone di Spagna, mentre permane il mancato riconoscimento degli Ordini cavallereschi di Casa Savoia.
Questa elencazione non ha né può avere un carattere tassativo perché, si ricorda, l'autorizzazione ministeriale è facoltativa ed è concedibile caso per caso, dopo l'esibizione dei documenti e di eventuali indagini ministeriali che possono riguardare l'ordine, colui che pretende di essere lecitamente il Gran Maestro nonché le qualità personali e morali dell'insignito.
Tutto questo è anche il risultato di ciò che venne deciso, non sempre secondo diritto, in seno al Congresso di Vienna che si svolse dal 1814 al 1816. Tra l'altro, in quella sede, si stabilì che gli ordini cavallereschi appartenenti a dinastie ancora regnanti durante il Congresso e riconosciute dal Congresso stesso, come gli Asburgo, i Wittelsbach, gli Hannover, gli Zähringer del Baden, gli Orange-Nassau, i Savoia, i Braganza, i Romanov, i Windsor, gli Hohenzollern e i Borbone, regolarmente conferiti in passato sarebbero stati riconosciuti anche in futuro.